# Acalypha ferdinandii
Acalypha ferdinandii är en törelväxtart som beskrevs av Käthe Hoffmann. Acalypha ferdinandii ingår i släktet akalyfor, och familjen törelväxter. Inga underarter finns listade i Catalogue of Life.